# 巴列斯特罗斯德卡拉特拉瓦
巴列斯特罗斯德卡拉特拉瓦，是西班牙卡斯蒂利亚-拉曼恰雷阿尔城省的一个市镇。 总面积58平方公里，总人口550人（2001年），人口密度9人/平方公里。